# グレン・ホドル
グレン・ホドル（Glenn Hoddle, 1957年10月27日 - ）は、イングランド・ヘイズ (Hayes, Hillingdon) 出身の元イングランド代表サッカー選手、サッカー指導者、サッカー解説者。現役時代のポジションはミッドフィールダー。

## 経歴
1975年、トッテナム・ホットスパーFCに入団するとその年にリーグ戦デビューを飾り、1979-1980シーズンには19得点を挙げる活躍で最優秀若手選手賞に選ばれるとともに、1979年11月22日のブルガリア戦で代表デビューを果たし初得点をマーク。翌年開催されたEURO1980にも出場、1982年のスペインW杯にも2試合ながら出場した。
その後もトッテナムの主力として活躍を見せ、1983-84シーズンにはUEFAカップ優勝のタイトルを獲得。1986年のメキシコW杯では5試合に出場し、ベスト8進出の原動力となった。1987-88シーズンよりASモナコへ移籍し、同シーズンのリーグ制覇に貢献。またEURO1988を最後にイングランド代表を引退した。
1991-92シーズンからは再びイングランドへ戻り、プレイングマネージャーとして2部に相当するスウィンドン・タウンを指揮。指導者としてのスタートを切ると同シーズンにFAプレミアリーグ昇格へと導いた。1993年からはチェルシーFCの監督に就任。3年間監督を務め、1994-95シーズンのUEFAカップウィナーズカップにおいてベスト4進出に導く手腕を魅せた。これらの成功を受けてEURO1996終了後、テリー・ベナブルズの後任として、イングランド史上最年少の38歳でイングランド代表監督に就任した。
1998年のフランスW杯予選ではイングランドを2大会ぶりのワールドカップ出場に導き、本大会で指揮を執ったが、代表の中心選手であったポール・ガスコインを外し論議を呼んだ。翌年「障害者は前世の罪の報いを受けている」と発言したことが基になり代表監督を解任された。
1999年、 ワールドサッカー誌の20世紀の偉大なサッカー選手100人で63位に選出された。
その後、2000-01シーズンにサウサンプトンFCの監督に就任。
2000-01シーズン途中に古巣トッテナムの監督に就任。当初は元スター選手の帰還という事で、トッテナムファンからは歓迎されたが、思うような成績が残せず2002-03シーズン途中で解任。
現在は英国のスポーツ専門放送局・スカイ・スポーツで解説者を務めている。

## エピソード
- 彼の名前の由来は、ジャズが好きな父親が尊敬していたジャズ奏者、グレン・ミラーに因んで名付けられた。
- 右利きではあるが、両足を遜色なく使いこなすことから「利き足のない男」と呼ばれたこともある。

## 代表歴

### 出場大会
- イングランド代表
  - 1982 FIFAワールドカップ
  - 1986 FIFAワールドカップ

### 試合数
- 国際Aマッチ 54試合 8得点（1979年-1988年）[4]

| イングランド代表 | 国際Aマッチ | 国際Aマッチ |
| 年               | 出場        | 得点        |
| ---------------- | ----------- | ----------- |
| 1979             | 1           | 1           |
| 1980             | 3           | 1           |
| 1981             | 4           | 1           |
| 1982             | 6           | 2           |
| 1983             | 4           | 1           |
| 1984             | 1           | 0           |
| 1985             | 9           | 1           |
| 1986             | 14          | 1           |
| 1987             | 6           | 0           |
| 1988             | 6           | 0           |
| 通算             | 54          | 8           |

## タイトル

### クラブ
トッテナム
- FAカップ:1980-81,1981-82
- チャリティ・シールド:1981
- UEFAカップ:1983-84

ASモナコ
- ディビジオン・アン:1987-88

### 個人
- プレミアリーグ月間最優秀監督：2回（2001年10月、2002年8月）